# Колесниковщина
Колесниковщина — антикоммунистическое восстание воронежского крестьянства в 1920—1921 году.

## Политическая платформа
Политической программой восставших была программа «Союза трудового крестьянства», разработанная эсеровскими идеологами. Эта программа ставила целью свержение большевистской диктатуры, созыв Учредительного собрания, отмену продразвёрстки и продотрядов, восстановление политических и экономических свобод и создание «Свободных советов», «Советов без большевиков».

## История
В октябре 1920 года в Старой Калитве повстанцы Григорий Колесников и Марко Гончаров организовали повстанческий отряд численностью 15 человек. В начале отряд боролся с частями местной милиции и советами, но, видя недовольство местного крестьянства по поводу действий продотрядов, Колесников увеличивает свой отряд, вскоре к нему присоединяется отряд Тимофея Кунякова численностью 10 человек.
На протяжении всего октября Колесников занимается организацией повстанческого отряда. В конце октября произошел сбор организованного им отряда, который насчитывал уже 50 человек. На этом сборе Григория Колесникова избрали командиром отряда. Колесников даёт своему отряду название «Шмагай». Также на этом сборе было принято решение приступить к активным действиям: уничтожить местный совет и отряды милиции и подготовиться к встрече продотряда. В 20-х числах октября отряд Г. Колесникова разбивает продотряд на хуторе Новая Мельница.
В начале ноября в Старую Калитву прибыл новый отряд красноармейцев численностью 60 человек для реквизиции хлеба. По указанию Григория Колесникова в центре слободы собрался митинг, на котором Колесников призвал не сдавать хлеб и объявил восстание «против грабежей и голода». В результате завязавшегося боя между продотрядовцами и местными крестьянами продотряд был разбит, убит его командир Михаил Колесников и 18 продотрядовцев. На сходе Григория избрали временно командующим повстанцами.
Но уже на следующем сходе командиром восставших был избран Иван Сергеевич Колесников. На этом же сходе был создан штаб в который вошли Григорий Колесников, Марк Гончаров, Иван Нутряков, Иван Безручко.
- заместитель командира Григорий Колесников
- политический руководитель Иван Безручко
- начальник штаба Иван Нутряков

Помимо этого был избран военный совет из пяти человек, который занимался хозяйственными вопросами. После принятия командования Иван Колесников объявил мобилизацию населения от 17 до 50 лет, в результате этого его отряд вырос до 1000 бойцов.В считанные дни со Старой Калитвы восстание перекидывается на слободы Новая Калитва, Дерезоватая, Криничная и другие соседние населённые пункты. Вооружённые отряды повстанцев разъехались по окрестным сёлам, призывая народ на борьбу против коммунистов и продразвёрстки. В этом деле наиболее преуспел со своими помощниками «политический руководитель» восстания Иван Безручко. Он лично объезжал ближайшие сёла и хутора, призывая всех обиженных советской властью поддержать восстание. Одновременно его помощники ходили по глухим хуторам, собирая дезертиров. Помимо этого, от лица Ивана Колесникова повстанцы рассылали по многим населённым пунктам и письменные обращения. В одной такой листовке, написанной для жителей слободы Гороховка, говорилось: «В Калитве поднялись все обиженные. Мы призываем граждан Гороховки поддержать нас и поднимать своих соседей. Общими силами захватим Богучар, Воронеж, Павловск, наконец, Москву». К середине ноября на борьбу с коммунистической властью поднимаются не только в Острогожском уезде, но и во многих слободах и сёлах Богучарского и Павловского уездов. Всюду, где появляются колесниковцы, продотряды разгоняются, ссыпные пункты раскрываются и хлеб раздаётся обратно крестьянам. Советы не разгоняются, а привлекаются на сторону восставших. Внешняя форма советов сохраняется даже и тогда, когда работники последних или бежали, или разогнаны повстанцами. Портреты вождей революции — Ленина и Троцкого — всюду сохраняются наряду с советским флагом. Главные лозунги колесниковцев, начертанные на красных повстанческих знамёнах, гласили: «Да здравствует Солнце правды!» и «Да здравствуют Советы без коммунистов!».
Коммунистический отряд, посланный в ноябре 1920 года на подавление восстания, был застигнут врасплох, атакован на марше и полностью уничтожен повстанцами. Григорий Колесников, пользуясь складками местности, скрытно и неожиданно для отряда напал на него, разоружил, а затем вступил с пленными в Новую Калитву и объявил о восстании. Здесь начал формироваться из добровольцев 2-й Новокалитвянский полк, командиром которого был назначен махновский атаман и анархист Артём Пархоменко. Восставшие разоружили караульный батальон станции Старая Калитва, заняли Евстратовку. 25 ноября колесниковцы сделали налёт на уездный город Богучар и до утра «хозяйничали» в нём. Здесь на сторону колесниковцев переходят военные комиссары Дьяченковской и Красножёновской волостей — Бусыгин и Стрешнев. Нападению подвергались местные гарнизоны, продотряды и отряды, посланные на усмирение восставших. Повстанцы избегали прямых столкновений, прибегая к тактике партизанской войны. Колесников оказался незаурядным организатором. Он создал штаб восстания и сформировал пять повстанческих полков (Старокалитвенский, Новокалитвенский, Дерезовский, Криничанский, Дерезоватский) из жителей Острогожского, Павловского и Богучарского уездов Воронежской губернии, Старобельского уезда (Украина). Число бойцов его Воронежской повстанческой дивизии колебалось от двух до шести тысяч бойцов, а в особо крупных операциях участвовало до 15 тысяч повстанцев. На вооружении армии было четыре пушки и 20-40 пулеметов. Отдельный отряд крестьян до 1000 человек возглавил Емельян Варавва.
В декабре 1920 года против Колесникова выдвинулись войска Южной группы, которую возглавил воронежский губвоенком Ф. М. Мордовцев. Первые 3 дня боёв не принесли заметного результата и положение стало меняться в пользу красных лишь с прибытием в район боевых действий кавалерийской бригады А. А. Милонова. 30 ноября на станции Митрофановка начал выгружаться 2-й кавполк бригады под командованием А. С. Галинского, а в ночь на 1.12 — 1-й кавполк Н. М. Дронова. Вечером 1.12 руководивший ликвидацией восстания бывший штабс-капитан И. Н. Полковников перегруппировал свои силы и сосредоточил на ж.д. станциях Евстратовка (ныне Россошь) и Митрофановка 2 ударных отряда: Евстратовский (245О штыков и 443 сабли при 12 пулемётах и 4 орудиях) под командованием воронежского губвоенкома Ф. М. Мордовцева и Митрофановский в составе резервного пехотного полка, арт. батареи и кавбригады 14-й стр. дивизии (всего 1081 штык и 814 сабель при 20 пулемётах и 4 орудиях), под общим командованием комбрига-14 А. А. Милонова. Оставив в резерве 440 штыков пехоты при 5 пулемётах и бронепоезд, Полковников поставил перед отрядами боевые задачи. Евстратовскому отряду надлежало с рассветом 2.12 перейти в наступление на Старую Калитву, выбить оттуда мятежников и гнать их вдоль Дона на юг, к Новой Калитве, навстречу митрофановскому отряду, который должен был атаковать Н.Калитву с юга и ЮВ — и тем самым замкнуть полукольцо окружения, внутри которого оказалась бы прижатой к Дону почти вся повстанческая дивизия Колесникова. Однако первыми 2 декабря удар нанесли повстанцы. Не дожидаясь наступления позднего зимнего рассвета, конница Колесникова атаковала разбросанные ночлегом по хуторам отдельные красноармейские подразделения, в большинстве своём ещё не изготовившиеся к бою. В 6 ч. 30 м утра колесниковцы выбили резервный стрелковый полк из слободы Криничной, а у расположенного в 2 км севернее хутора Поддубного с ходу опрокинули и рассеяли эскадрон 2-го кавполка Галинского. Собрав весь полк, Галинский несколько раз водил его в атаку на хутор Поддубный, который стойко обороняла повстанческая пехота, поддерживаемая огнём 2-х 3-дюймовых орудий. Лишь около полудня Галинскому удалось хитростью выманить восставших в открытое поле и внезапно обрушиться 3 эскадронами на их правый фланг. Пока красные конники рубили побежавшую пехоту повстанцев, сам Галинский, с комиссаром полка П. К. Гермоленко и красноармейцем В. И. Божко захватил два орудия повстанцев. Во 2-й половине дня резервный пехотный полк ценою огромных усилий и больших потерь (погиб или был ранен почти весь комсостав) сумел овладеть Криничной. А эскадрон Г. К. Жукова, выступив в составе своего 1-го кавполка из Валентиновки (в 3 км к Ю-В от станции Митрофановка) весь день дрался в районе сёл Дерезоватое (ныне Первомайское)-Ивановка. Сначала — с наступающими отрядами колесниковцев, идущими на подмогу своим к Поддубному и Криничной, а затем — с отступающими толпами крестьян, пытавшихся покинуть район боёв и уйти в южном и ЮВ направлениях. Число повстанцев, порубленных однополчанами Жукова, было около 1200. В 6-м часу вечера 1-й эскадрон полка Дронова пробился к Новой Калитве — конечной цели всего Митрофановского отряда, но встреченный плотным огнём повстанцев, отошёл назад, поджидая остальную часть полка. Однако Дронов почему-то отложил атаку Н.Калитвы до утра и увёл полк на отдых в Криничную. Очень быстро узнав, что дорогу на юг и ЮВ, к Твердохлебовке и далее к Богучару, красные оставили без прикрытия, — колесниковцы спешно покинули Старую Калитву (которую так яростно обороняли весь день) и через Новую Калитву устремились в образовавшуюся брешь. Сам же Иван Колесников (его заместитель Григорий Колесников погиб ещё 30 ноября) с отрядом в 500 всадников отмахал без остановки почти 50 км и с ходу взял Богучар, чем окончательно спутал все планы красных.
Большевистские вожди плохо представляли масштабов восстания, считая, что на территории уезда остались небольшие разрозненные отряды. Губвоенком Ф. Мордовцев, глава Воронежской губЧК Н. Е. Алексеевский, комендант губЧК Бахарев, член губернского исполкома К. В. Авдеев, начальник штаба войск особого назначения Бабкин с небольшим карательным отрядом направились в Старую Калитву. Но ночью 11 декабря дом на краю села Скнаровка, где заночевали прибывшие начальники, был окружен повстанцами во главе с самим И.Колесниковым, а утром после непродолжительной перестрелки коммунистов уничтожили. В ходе боя 13 декабря у хутора Бакоевский советскими был разгромлен отряд Е.Вараввы. Только сам атаман Варавва и шесть повстанцев скрылись и присоединились к Ивану Колесникову. После боя в Ст. Калитве (15.12) из 600 колесниковцев в живых осталось только 153, которые утром 16.12 собрались в Сергеевке (30 км к СЗ от Ст. Калитвы). Советскими частями захвачены Старая и Новая Калитвы. Прибывшие сюда вечером 2 эскадрона 14-й кавбригады Милонова узнали, что часть повстанцев, бросив оружие, разошлись по домам, а остальные, разбившись на мелкие группы, ускакали в разных направлениях. Сам И. Колесников с небольшим отрядом ушёл в Харьковскую губернию.15 декабря командующий войсками Красной Армии Воронежской губернии И. Н. Полковников издал приказ, извещавший советские войска об успешной «ликвидации повстанческого движения в южных уездах Воронежской губернии»
Но уже 19-24 декабря 1920 года отряд под общим командованием Ивана Колесникова, Демьяна Стрешнева и Емельяна Вараввы, численностью около 500 человек, совершил рейд по волостям Богучарского и Острогожского уездов, внезапно заняв сёла Кривоносово, Ольховатка, Новобелую, и без боя отступил в Старобельский уезд. Появление восставших на юге Воронежской губернии придаёт местной антикоммунистической повстанческой борьбе новый подъём. В считанные дни ряды отряда Колесникова увеличиваются практически вдвое и составляют около тысячи конных и пеших бойцов. Всюду, по деревням и сёлам, где появляется Иван Колесников, устраивают митинги, на которых командующий воронежских повстанцев и его товарищи призывают местное население к новому восстанию, истреблению коммунистов и советских работников, проводящих продразвёрстку. Там же колесниковцы разбивают ссыпные пункты и склады и собранный хлеб раздают местному населению. В конце декабря отряд Колесникова и атамана Каменюки захватил малороссийский городок Старобельск, разгромив его гарнизон в 350 бойцов. 28 декабря была атакована станция Сватово, где Колесникову удалось захватить артбазу Красной армии и большое количество патронов. В это время советское руководство Воронежской губернии было всецело занято борьбой с антоновцами в северных уездах и с махновцами в юго-западных волостях. В других воронежских районах военная власть была представлена в виде немногочисленных отрядов при военкоматах и армейских полках, расположенных, как правило, в уездных центрах. В отдалённых волостях борьбу с дезертирами и остатками восставших вели малочисленные отряды ревкомов. Все перечисленные выше силы не отличались высокой слаженностью и боеспособностью и поэтому не могли на тот момент дать организованный и мощный отпор отряду Колесникова. Тем более немаловажным было и то обстоятельство, что население южных уездов, как и в ноябре 1920 года, в большинстве своём продолжало быть недовольным продовольственной политикой советской власти. Поэтому лозунг Ивана Колесникова «Против голода и грабежей» по-прежнему встречал полное одобрение в крестьянской среде.
В конце января 1921 года вернувшаяся Повстанческая дивизия Колесникова взяла под контроль большую часть сёл Воронежской губернии. По данным чекистов, в целом на ее территории действовало 165 крупных отрядов повстанцев, насчитывавших до 50 тысяч человек. Практически во всех волостях, лежащих на пути предполагаемого движения повстанцев, к тому моменту уже не существовало советской власти. Местные ревкомы и продотряды при появлении колесниковцев в юго-восточных волостях Богучарского уезда в спешке и панике эвакуировались в безопасные районы губернии. В Тамбовской губернии его отряды получили название «3-я Конная партизанская (Конно-подвижная) армия», но подчиняться руководству атамана Антонова И. С. Колесников не желал. В феврале 1921 года в Воронежскую губернию были переброшены крупные соединения Красной Армии (до 24 тысяч штыков и сабель), из которых была создана Подвижная группа для борьбы с бандитизмом.
2 февраля отряды восставших атакуют Богучар, но отбиты 1-м особым стрелковым полком Красной Армии. 4 февраля отряд повстанцев внезапно ворвался в город Калач, а 5 февраля И. Колесников занял Старую и Новую Калитву, где к нему присоединяются сотни крестьян.8 февраля повстанцы захватили Россошь. Через три дня отряды Колесникова понесли серьезные потери у слободы Карпенково, где погиб Иван Нутряков, после чего направились на Тамбовщину. К этому времени у колесниковцев заканчиваются практически все боеприпасы. Поэтому с красноармейцами они дерутся уже врукопашную, неся при этом большие потери. 18 февраля восставшие крестьяне штурмуют Калач, но выбиты из города красными при поддержке бронепоезда. 20 февраля Иван Колесников на несколько часов занял Новохоперск. 25 февраля его отряд (1 тысяча конницы, 500 бойцов пехоты, 10 пулеметов) двинулся из Воронежской губернии на соединение с антоновцами и вскоре объединился с тамбовскими повстанцами (10-й Волчье-Карачанский полк И. М. Кузнецова) Борисоглебского уезда, получив наименование «1-й Богучарский полк». На следующий день на станции Терновка повстанцы совместно разгромили крупную часть красных, взяв в плен до 100 красноармейцев.
В марте 1921 года Иван Колесников был избран командующим 1-й Партизанской армии Тамбовского края (заместитель И. М. Кузнецов, начальник штаба А. В. Богуславский-Чекалов). Под его командованием 5 марта 1921 года возле станции Жердевка повстанцы нанесли крупные потери 14-й отдельной советской кавбригаде, в составе которой командовал 2-го эскадроном 1-го кавполка Г. К. Жуков, получивший за эти бои орден Красного Знамени. 7 марта у деревни Семёновка Борисоглебского уезда партизаны Колесникова уничтожили 2 роты красноармейцев. 20 марта 1-я Партизанская армия нанесла поражение советскому кавалерийскому соединению И. Н. Березовского, захватив у села Щучье 2 трёхдюймовых орудия и 7 пулемётов. Однако 22 марта в бою у села Талицкий Чамлык Тамбовской губернии 7 полков 1-й Партизанской армии понесли потери от «летучих» формирований красных. Сильным ударом для восстания стала объявленная ВЦИК амнистия добровольно сдавшимся повстанцам. После этих поражений отряд Колесникова, разбившись на три части, в апреле ушел в Воронежскую губернию, где, вновь соединившись, представлял значительную силу числом более 1500 бойцов. 6 апреля восставшие крестьяне неудачно атаковали Новохопёрск, после чего большая часть антоновцев под руководством Ивана Кузнецова вернулась в Тамбовскую губернию. Воронежские повстанцы вновь развернули восстание против Советов на значительной части юга Воронежского края. 21 апреля отряд Колесникова напал на Богучар, а 24 апреля в селе Стеценково полностью вырубил спецгруппу ВЧК по борьбе с бандитизмом. Но в конце апреля в бою у села Дерезоватое Воронежской области Иван Колесников был убит. По другой версии, он погиб через две недели — 12 мая, когда в районе Коротояка его отряд принял бой против «Подвижной группы» из трех кавалерийских полков, стрелкового батальона и батареи. Повстанцев возглавил атаман Емельян Варавва.
По объявленной советской властью амнистии после гибели Колесникова сдалось до тысячи его бойцов, еще около двух тысяч повстанцев рассеялись по Острогожскому и Богучарскому уездам, создав мелкие подвижные отряды под командованием Каменева, Курочкина, Стрешнева, Фомина, Вараввы, Зверева. В северные волости Воронежской губернии прорывались повстанческие отряды антоновцев, в западные — махновцы. В июле с боями через Валуйский уезд прошёл сам Нестор Махно. В июне 1921 года в чекистских сводках фигурировали сведения о «банде Колесникова» в составе тысячи сабель при 13 пулеметах, действовавшей в районе Луганска. В июле 1921 года остатки «банды Колесникова» под командованием Лухачева вернулись в Воронежскую губернию, где продолжили борьбу до октября 1921 года. 22 июля советским частям удается в районе села Гнилуши окружить и уничтожить отряд известного колесниковца Курочкина. В ходе этой операции было убито около 50 повстанцев, а сам Курочкин тяжело ранен и пленен. Остатки разбитого под Гнилушей отряда (около 100 человек) уже 26 июля занимают хутор Куринной, что в 40 верстах севернее Калача. В отместку за командира повстанцы полностью уничтожают местный ревком. Но летом 1921 года Воронежскую губернию накрыла новая волна голода. До трети населения, спасаясь от голодной смерти, бежали на Дон, Украину и Кубань. Таяли и повстанческие отряды. Потерпев несколько поражений подряд, основные силы колесниковцев с июля 1921 года перешли от открытого противостояния советской власти к локальной партизанской борьбе и грабежам продовольственных складов.
Решающий перелом в повстанческой борьбе воронежского крестьянства наступает с началом осени 1921 года. Начиная с этого времени, деятельность колесниковцев идет резко на спад. И обусловлено это было рядом факторов: 1) внедрение в жизнь села новой экономической политики (нэпа), главной составляющей которой становится экономическое сотрудничество советской власти с крестьянином (вместо бывшего его принуждения); 2) отказ местного крестьянства от разорительной для него в хозяйственном отношении поддержки повстанческого движения; 3) деятельность некоторых повстанческих формирований принимает явно уголовный оттенок, вследствие чего симпатии значительной части крестьянства переходят на сторону советской власти; 4) применение на практике метода тотального уничтожения повстанческих формирований путём внедрения в их состав чекистских отрядов. В совокупности все эти факторы очень быстро дали свои результаты: к исходу 1921 года наиболее крупные повстанческие формирования либо ликвидируются местными властями, либо уходят на территорию сопредельной Украины, либо самоликвидируются. Этим, по сути, и завершается период «колесниковщины» в истории повстанческого движения воронежского крестьянства в годы Гражданской войны. В конце лета сдался красным руководитель «колесниковцев» Емельян Варавва. Последние крупные отряды повстанцев были разгромлены 23 ноября (Каменева) и 30 ноября (Зверева) 1921 года.

## Воронежская повстанческая дивизия
- 1-й Старокалитвенский полк — командир Колесников Григорий, Лозовников Яков
- 2-й Новокалитвенский полк — командир Пархоменко Артём
- 3-й полк — Безручко Иван

## Известные командиры
- Пархоменко Артём
- Колесников Григорий
- Стрешнев Демьян
- Варавва Емельян
- Поздняков Иван
- Конотопцев Александр
- Курочкин